# قصص قصيرة عن كثيب
تم كتابة قصص قصيرة عن كثيب والتي تتعلق بروايات كثيب بقلم فرانك هربرت وبرايان هربرت وكيفن أندرسون. كانت بعض هذه القصص متاحة في الأصل للتنزيل من موقع كثيب الرسمي، وتم إصدارها في إطار ترويجي بالتزامن مع روايات برايان هربرت وكيفن أندرسون. نُشرت القصص القصيرة «كثيب: همسة بحار كلادان»، و«كثيب: صيد هاركونن»، و"«كثيب: ضرب ميك»، و«كثيب: وجوه شهيد» لاحقًا كجزء من مجموعة الطريق إلى كثيب (لا ينبغي الخلط بينها وبين العمل القصير الذي يحمل نفس الاسم لفرانك هربرت) والتي صدرت في سبتمبر 2005. نُشرت «كثيب: طفل البحر»، وهي مختارات خيرية صدرت عام 2006 للأطفال الذين نجوا من تسونامي المحيط الهندي عام 2004، وتم توفيرها لاحقًا كجزء من الطبعة الورقية من الطريق إلى كثيب. نُشرت قصة «كثيب: كنز في الرمال» على الإنترنت في عام 2006 على موقع عالم جيم باين، ثم أصبحت متاحة لاحقًا كجزء من الطبعة الورقية من صيادو كثيب. صدرت قصة «كثيب: حرير الزفاف» في 12 يونيو 2011 ضمن مجموعة القصص القصيرة الإلكترونية حكايات كثيب، والتي تضمنت أيضًا القصص المنشورة سابقًا «كثيب: طفل البحر» و«كثيب: كنز في الرمال». صدرت رواية «كثيب: الطاعون الأحمر» في 1 نوفمبر 2016، تلتها رواية «كثيب: مياه كانلي» في 17 أكتوبر 2017. صدرت رواية «دماء الساردوكار» في مارس 2019. صدرت رواية «كثيب: حافة سكين الجليد» ورواية «كثيب: البلاط الإمبراطوري» في 28 يونيو 2022 في مجموعة القصص القصيرة رمال كثيب، والتي تضمنت أيضًا قصتي «مياه كانلي» و«دماء الساردوكار»، والتي نُشرت سابقًا فقط في مختارات قصص قصيرة أخرى.
نشرت شركة استوديوهات بوم! العديد من التعديلات الكوميدية المستندة إلى قصص من تأليف برايان هربرت وكيفن أندرسون.

## وصلات خارجية
- Official موقع كثيب الإلكتروني (بالإنجليزية)